# Ernestinovo
Ernestinovo est un village et une municipalité située dans le comitat d'Osijek-Baranja, en Croatie. Au recensement de 2001, la municipalité comptait 2 225 habitants, dont 67,24 % de Croates, 21,62 % de Hongrois et 8,40 % de Serbes ; le village seul comptait 1 142 habitants.

## Localités
La municipalité d'Ernestinovo compte 3 localités :
- Divoš
- Ernestinovo
- Laslovo